# کریم ادیمی
کریم ادیمی (به انگلیسی: Karim Adeyemi؛ زادهٔ ۱۸ ژانویهٔ ۲۰۰۲) بازیکن فوتبال اهل آلمان است که در پست مهاجم برای باشگاه فوتبال بروسیا دورتموند بازی می‌کند.
وی همچنین در تیم ملی فوتبال جوانان آلمان و تیم ملی آلمان بازی کرده است.